# Rohrbach Ro IX
Die  Rohrbach Ro IX Rofix war ein Jagdflugzeug des deutschen Herstellers Rohrbach Metallflugzeugbau GmbH. Es wurde von Kurt Tank entworfen, der seit Februar 1924 bei Rohrbach die Konstruktionsabteilung aufbaute und leitete.

## Geschichte
Der Auftrag zum Bau der Rofix beruhte auf dem Besuch einer türkischen Delegation im Werk der Tochtergesellschaft Rohrbach Metal-Aeroplan Co A/S in Kastrup bei Kopenhagen. Es wurde ein Probeauftrag über zwei Maschinen erteilt, mit der Aussicht auf einen Gesamtauftrag über 50 Exemplare. Die Konstruktionsarbeiten begannen im April 1926, und im Sommer 1926 wurde der erste Prototyp (Werknummer 22) fertiggestellt. Der Entwurf der Rofix stützte sich dabei auf ein vorgehendes Projekt, das Rohrbach im Jahre 1924 im Auftrag von Mitsubishi abwickelte. Es handelte sich hierbei um das nicht realisierte Marine-Jagdflugzeug Miro, das auf Flugzeugträgern eingesetzt werden sollte.
Am 27. Januar 1927 kam es zum Absturz der ersten Maschine, wobei der Pilot Werner Landmann zwar unverletzt blieb, die Maschine aber zu Bruch ging. Zwar wurden die Flug- und Landeeigenschaften generell als gut beurteilt, die schlechten Trudeleigenschaften führten jedoch zu einem mehrfachen Umbau mit unterschiedlichen V-Stellungen der Tragfläche. Nach dem Umbau wurde der Prototyp in der Flugerprobung außer von den Werkspiloten auch von bekannten Fliegern wie Paul Bäumer, Joachim von Koeppen und Ernst Udet geflogen.
Für den 20. Juli war die Übergabe des zweiten Prototyps an die Türkei vorgesehen; das Flugzeug war dazu bereits mit den entsprechenden Hoheitszeichen versehen. Bei einem Vorführungsflug am 15. Juli stürzte das Flugzeug jedoch nahe dem Flughafen Kastrup ab, der Pilot Paul Bäumer kam dabei ums Leben. Bei diesem 48. Flug der Rofix stieg Bäumer auf 5000 Meter Höhe, flog ein paar Rollen, um dann bis auf 3000 m zu trudeln. Es gelang ihm, die Maschine planmäßig aus dem Trudeln wieder herauszunehmen. Nach dem erneuten Einleiten des Trudelns gelang es dem Piloten nicht, wieder aus dem Trudeln auszuleiten. Der Versuch, sich mit dem Fallschirm zu retten, kam zu spät und die Maschine stürzte ins Meer. Tank war Augenzeuge des Unfalls und vermutete eine zu geringe Motordrehzahl und damit letztlich einen Pilotenfehler während des Ausleitversuches als Ursache.
Kurz nach dem Unfall ließ Rohrbach sämtliche Unterlagen zur Rofix zusammentragen und vernichten. Bis zur Auflösung seines Unternehmens unternahm er auch keinen neuen Versuch mehr, sich mit Jagdflugzeugen zu beschäftigen.

## Konstruktion
Die Rofix war ein einsitziger, halbfreitragender Hochdecker in Ganzmetallbauweise mit einem wassergekühlten Zwölfzylindermotor BMW VI. Der trapezförmige Flügel war zweiteilig ausgeführt und besaß eine Aussparung im Bereich des Führerraums. Die V-Stellung wurde mehrfach variiert, um die Trudeleigenschaften zu verbessern. Über einen aus Profilrohren aufgebauten Baldachin war der Flügel mit dem Rumpf verbunden. Je ein Kabel diente auf beiden Seiten zur Abspannung.
Der Rumpf mit einem elliptischen Querschnitt bestand aus drei Baugruppen. Die tragende Außenhaut wurde durch ein dünnes Duralblech gebildet.
Das feste Fahrwerk war über Streben senkrecht nach oben gegen die Tragflächen sowie schräg nach vorn gegen die Rumpfunterseite abgefangen. Die Federung erfolgte durch Spiral-Stahlfedern.
An beiden Prototypen wurden Luftschrauben aus Holz verwendet. Vorgesehen war der Einbau von zwei MG mit je 500 Schuss Munition, die entweder durch den Propellerkreis feuern oder in den Tragflächen eingebaut werden sollten.

## Technische Daten

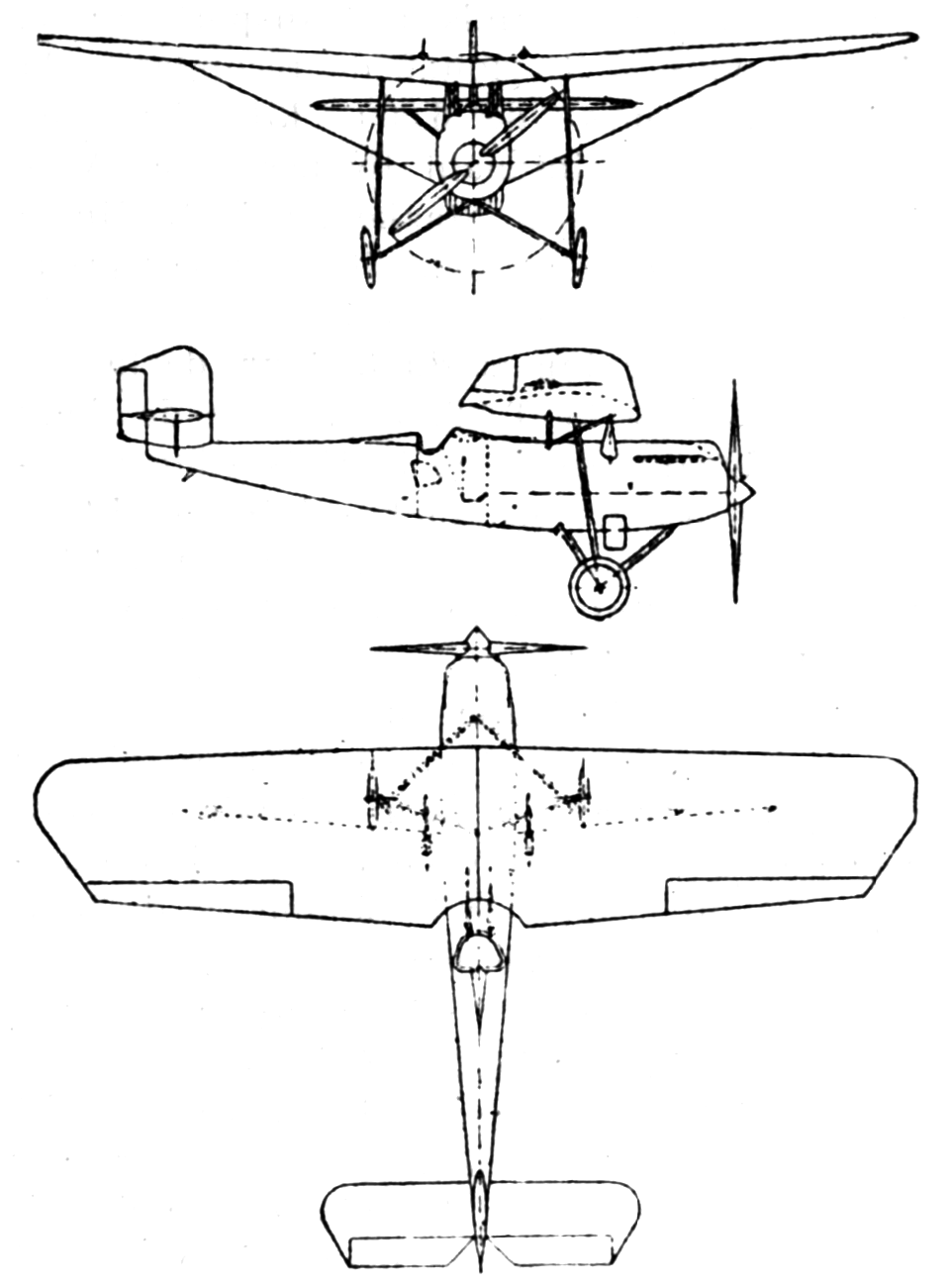
Dreiseitenansicht

| Kenngröße             | Daten |
| --------------------- | --- |
| Besatzung             | 1 |
| Länge                 | 9,50 m |
| Spannweite            | 14,00 m |
| Höhe                  | 3,70 m |
| Flügelfläche          | 28,0 m² |
| Flügelstreckung       | 7,0 |
| Leermasse             | 1320 kg |
| Startmasse            | 1850 kg |
| Höchstgeschwindigkeit | 285 km/h in 3000 m Höhe |
| Dienstgipfelhöhe      | 8000 m |
| Reichweite            | 770 km |
| Triebwerke            | ein BMW VI wassergekühlter 12-Zylinder in 60° V-Form stehend mit 440 kW (600 PS) Startleistung und 330 kW (450 PS) Dauerleistung |